# Учителска мисъл
„Учителска мисъл“ е българско педагогическо списание, което излиза в София от септември 1903 до юни 1907 г.
Списанието има за задача да бъде наръчник за педагогическата квалификация на учителите. Съдържа статии и реферати, белетристика, практически отдели по обществената дейност, книжовен отдел. Излиза в десет книжки годишно, без месеците юли и август с тираж 1300 броя. Редактори са Михаил Герасков и Иван Пенов. От книжка 8 (1907 г.) издател е Христо Олчев. Между сътрудниците му са Димитър Полянов, Елин Пелин, Петко Ралев, д-р Cт. Максимов, Ал. Радославов, Добри Немиров, Ячо Хлебаров, Л. Дюкмеджиев.
Печата се в печатниците Хр. Г. Бъчеваров, К. Г. Чинков, П. Глушков, П. Калъчев, Гавазов-Чомонев.